# Arnsdorf (Saksonia)
Arnsdorf – miejscowość i gmina w Niemczech, w kraju związkowym Saksonia, w powiecie Budziszyn. Do 29 lutego 2012 należała do okręgu administracyjnego Drezno.
W skład gminy wchodzą następujące dzielnice:
- Arnsdorf
- Fischbach
- Kleinwolmsdorf
- Wallroda

Gmina leży na linii kolejowej Görlitz – Drezno i na linii kolejowej Kamenz – Pirna. W gminie znajduje się stacja kolejowa Arnsdorf (b Dresden).